# Telespiza persecutrix
Il fringuello di Kauai (Telespiza persecutrix James & Olson, 1991) è un uccello passeriforme estinto della famiglia dei Fringillidi.

## Descrizione
In base all'analisi dei resti subfossili finora ritrovati, in vita questo uccello doveva misurare poco meno di una quindicina di centimetri di lunghezza.

Caratteristica di questi uccelli era il becco corto e assai robusto.

## Biologia
Il grosso becco lascia supporre che questi uccelli potessero avere dieta erbivora e ancor più specificatamente granivora, essendo in grado di rompere con facilità gli involucri dei semi di varie specie, come Metrosideros polymorpha: le abitudini alimentari dei loro parenti più prossimi ancora in vita, i fringuelli del genere Telespiza, che sono onnivori ed estremamente opportunisti, fanno però pensare che anche il fringuello di Kauai potesse nutrirsi di alimenti di origine animale.

## Distribuzione e habitat
I resti del fringuello di Kauai sono stati trovati sull'isola hawaiiana di Kauai (come intuibile dal suo nome comune), ma anche su Oahu. In un primo momento si pensava che questi uccelli popolassero le aree di foresta pluviale primaria montana delle isole, tuttavia la maggior parte dei resti ritrovati sinora sono stati reperiti a basse altezze.

## Estinzione
La specie era già estinta da tempo quando i primi europei misero piede alle Hawaii, nel 1778: si ritiene che essa sia scomparsa circa cinque secoli prima, nel periodo successivo alla colonizzazione polinesiana dell'arcipelago, con la conseguente alterazione dell'habitat per far posto alle coltivazioni e l'introduzione di predatori e malattie. I resti subfossili ritrovati suggerirebbero un drastico declino di questi uccelli già alla fine del XV secolo, con la popolazione di Kauai che sembrerebbe aver resistito più a lungo rispetto a quella di Oahu.